# Jean Rogister
Jean Francois Toussaint Rogister (født 25. oktober 1879 i Liège, Belgien - død 20. marts 1964) var en belgisk komponist, violinist, bratschist, hornist og lærer.
Rogister studerede violin, bratsch, horn og komposition på Musikkonservatoriet i Liége. Han blev efter endt uddannelse professor på samme skole i bratsch. Rogister tog senere kompositionstimer og rådgivning hos Vincent d´Indy i Paris. Han har har skrevet 3 symfonier, orkesterværker, koncertmusik, kammermusik, scenemusik, korværker, rekviem, vokalmusik etc. Han var tillige udøvende professionel violinist.

## Udvalgte værker
- Symfoni nr. 1 (1927) - for orkester
- Symfoni nr. 2 "Wallonsk" (1931-1932) - for orkester
- Symfoni nr. 3 (1943) - for strygerkvartet og orkester
- Violinkoncert (1944-1945) - for violin og orkester